# Haaltert
Haaltert é um município belga localizado no distrito de Aalst, província de Flandres Oriental. O município é composto pelas vilas de Denderhoutem, Haaltert,  Heldergem e Kerksken. Em 1 de Janeiro de 2006, o município  tinha  uma população de  17.255 habitantes, uma área total de  30,30 km² e uma densidade populacional de  569 habitantes por km². 